# Velika nagrada Esterel Plaga 1928
Velika nagrada Esterel Plaga 1928 je bila dirka za Veliko nagrado v sezoni 1928. Odvijala se je 11. marca 1928 v francoskem mestu Saint-Raphaël.

## Dirka
Dirkalniki voiturette so označeni s poševnim tiskom.
| Poz | Št | Dirkač             | Moštvo    | Dirkalnik     | Krogi | Čas/Odstop |
| --- | -- | ------------------ | --------- | ------------- | ----- | ---------- |
| 1   | 1  | Louis Chiron       | Privatnik | Bugatti T35C  | 20    | 39:19,8    |
| 2   |    | Dimitri Djordjadze | Privatnik | Bugatti T37A  | 18    | +4:23,6    |
| 3   |    | Frank Tallet       | Privatnik | Delfosse Cime | 18    | +6:03,2    |
| 4   |    | Harmens            | Privatnik | Bugatti T35C  | 18    | +2 kroga   |
| Ods |    | Pamuel             | Privatnik | Bugatti T37A  |       |            |